# Beijai o Menino
"Beijai o Menino" (em mirandês: Beisai l Menino) é uma canção de Natal tradicional portuguesa originária da província de Trás-os-Montes.

## História
"Beijai o Menino" é uma composição de origem popular, desconhecendo-se por isso o seu autor ou data de produção. A sua primeira recolha aconteceu em Miranda do Douro, entre 1932 e 1933, pelo folclorista norte-americano Kurt Schindler, numa das suas viagens pela Península Ibérica. Contudo, este autor faleceu em 1935, e a sua obra, Folk music and poetry of Spain and Portugal, só foi publicada, postumamente, em 1941.

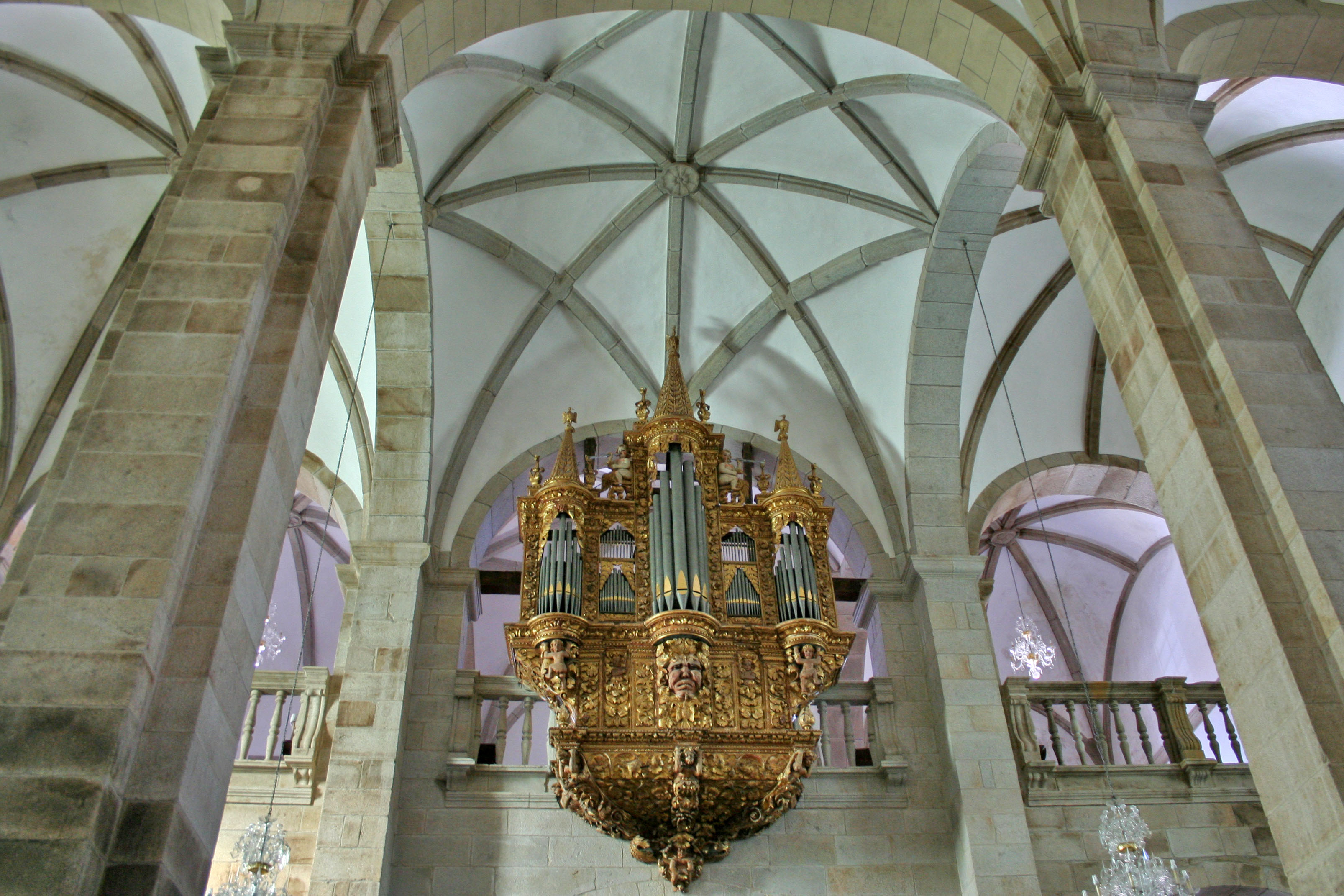
Orgão da Antiga Sé de Miranda do Douro.

Pela mesma altura, em 1934, o historiador português Francisco Manuel Alves, mais conhecido como o Abade de Baçal, refere a cantiga no tomo IX da sua magnum opus, as Memórias Arqueológico-históricas do Distrito de Bragança. Para além de reproduzir a letra, dá também importantes informações. Por ele se sabe que Beijai o Menino era cantada com acompanhamento de gaita de fole, nalgumas povoações das  terras de Bragança na Missa do Galo, durante o "beijar do Menino".
A sua melodia é bastante semelhante à usada em "Oh bento airoso", uma versão do romance medieval "Nossa Senhora lavadeira" originária de Paradela (Miranda do Douro) e recolhida em 1960 pelo etnomusicólogo Michel Giacometti . A prova de que se tratam de variantes de um mesmo tema musical é uma versão recolhida em 1955 por Laura Boulton que utiliza uma melodia próxima de "Beijai o Menino" mas com o texto do romance de "Nossa Senhora lavadeira", excluindo totalmente a sequência "Beijai o Menino…".
Embora o notável compositor português Fernando Lopes-Graça tenha trabalhado esta melodia, que incluiu na sua Segunda Cantata do Natal terminada em 1961 (com o nome Adoração do Menino e o incipit "Vinde e adoremos"), a sua popularidade deve-se à versão harmonizada por Ricardo Dias e cantada por Né Ladeiras, conhecida intérprete de música tradicional, no álbum "Traz-os-Montes" (1994). Tem conquistado uma fama crescente a nível nacional e internacional, existindo, uma tradução em língua alemã por Christine Riedl, "So lasst uns nun wiegen" e uma adaptação para a língua inglesa por Anthony Bolton [en].

### Harmonizações
- "Adoração do Menino" por Fernando Lopes-Graça na sua Segunda Cantata do Natal.[3]
- "Beijai o Menino" por Ricardo Dias, versão interpretada por Né Ladeiras.[8]

## Letra
Em verdade, a melodia não possuía uma letra fixa, admitindo, tal como acontece com outras cantigas de origem popular, uma infinidade de quadras e variações. São distinguíveis dois conjuntos principais de quadras, o primeiro com a sequência "Beijai o Menino…", atualmente indispensável embora não o fosse originalmente e a sequência do romance Nossa Senhora lavadeira.

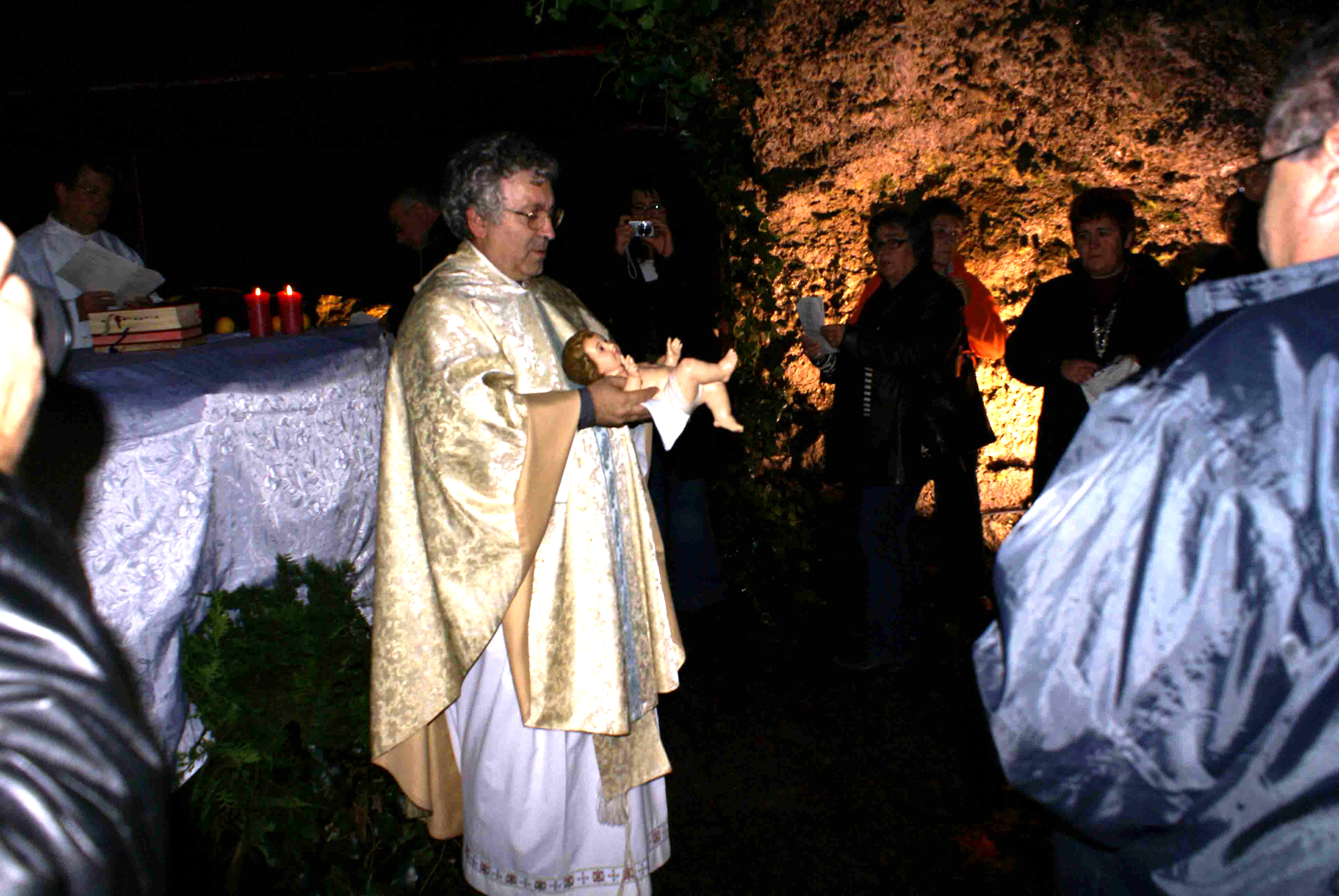
O sacerdote segura a imagem do Menino Jesus para que possa ser beijada pelos paroquianos.

| Recolha de Kurt Schindler (1932-1933)                                   | Recolha do Abade de Baçal (1934)                                                    | Versão de Lopes-Graça (1961)                                           | Recolha de Laura Boulton (1955)                                                  |
| ----------------------------------------------------------------------- | ----------------------------------------------------------------------------------- | ---------------------------------------------------------------------- | -------------------------------------------------------------------------------- |
| Vinde e adoremos A Jesus nacido, Qu'el vem resgatar(i) o mundo captivo. | Beijai o Menino, Beijai-O agora, Beijai o Menino De Nossa Senhora.                  | Vinde e adoremos A Jesus nascido, Que Ele vem resgatar O mundo cativo. | Encontrei a Maria Na beira do rio, Lavando os panais Do seu bendito filho.       |
| Beijae o menino, Beijae-o agora, Beijae o Menino, de Nossa Senhora.     | Filhos de homens ricos Em berços dourados, Só Vós, meu Menino Em palhinhas deitado. | Beijai o Menino, Beijai-O agora, Beijai o Menino De Nossa Senhora.     | Maria lavava, São José estendia, E o Menino chorava Co frio que tinha.           |
| Beijae o menino, Beijae-o no pé, Beijae o menino de São José.           | No rio Jordão Maria lavava, José estendia, O Menino chorava Co frio que fazia.      | Beijai o Menino, Beijai-O no pé, Beijai o Menino De São José.          | Calai meu Menino, Calai meu amor, Que as vossas verdades, Me cortam com dor.     |
|                                                                         |                                                                                     |                                                                        | Filhos de homens ricos Em berços dourados, E vós, meu Menino, Em palhas deitado. |
|                                                                         |                                                                                     |                                                                        | Em palhas deitado, Em palhas esquecido, Filho de uma rosa, De um cravo nascido.  |

## Discografia
- 1955 — Christmas Songs of Portugal. Coro (popular) feminino. Folkways Records. Faixa 3: "Encontrei a Maria".[7]
- 1964 — Fernando Lopes-Graça Second Christmas Cantata. Coro da Academia de Amadores de Música. Decca / Valentim de Carvalho. Faixa 7: "Adoração do Menino".[3]
- 1979 — Fernando Lopes-Graça Segunda Cantata do Natal. Choral Phidellius. A Voz do Dono / Valentim de Carvalho. Faixa 7: "Adoração do Menino".[3]
- 1994 — Traz os Montes.  Né Ladeiras. EMI Valentim de Carvalho. Faixa 5: "Beijai o Menino".[12]
- 1995 — Chante Noël. Barbara Hendricks. EMI classics. Faixa 6: "Cancao da nata" (sic).
- 1999 — (An)cantos mirandeses. Ana Maria Fernandes. Sons da Terra. Faixa 19: "Beijai o Menino".[12]
- 1999 — Vamos festejar, oh! pequenada.... Coral Brigantino Infantil. Estúdios Luís Neves. Faixa 23: "Beijai o Menino".[12]
- 2000 — José Maria Fernandes : gaiteiro de Urrós, Mogadouro. José Maria Fernandes.  Sons da Terra. Faixa 13: "Beijai o Menino".[12]
- 2008 — Meu bem meu mal. Navegante. Tradisom. Faixa 8: "Beijai o Menino".[12]
- 2009 — Cantigas tradicionais portuguesas de Natal e Janeiras. Navegante.  José Barros. Faixa 6: "Beijai o Menino".[12]
- 2012 — Fernando Lopes-Graça Obra Coral a capella  - Volume II. Lisboa Cantat. Numérica. Faixa 7: "Adoração do Menino".[3]